# Església de Sant Joan de Vilatorrada
L'Església de Sant Joan de Vilatorrada és una església del municipi de Sant Joan de Vilatorrada (Bages) inclosa en l'Inventari del Patrimoni Arquitectònic de Catalunya.

## Descripció
És una construcció religiosa, es tracta d'una església de finals de segle xix que reprodueix, a partir de l'ús d'elements formals romànics i historicistes, un edifici neoromànic. Una gran nau rematada per un absis semicircular i una façana decorada amb els elements més clàssics i definitoris de l'arquitectura del primer romànic català; arcuacions cegues en degradació, finestres d'arcs de mig punt, porta amb columnes i capitells amb arquivoltes, etc. Les capelles laterals queden ben marcades, també, a l'exterior i sobretot a la façana.

## Història

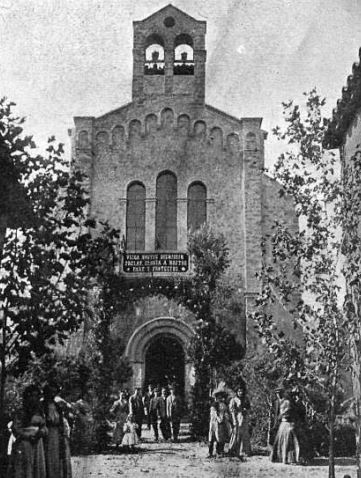
Inauguració el 1908

La primera església dedicada a Sant Joan de l'actual poble de Sant Joan de Vilatorrada està esmentada ja l'any 1020 a l'acta de consagració de Santa Maria de Manresa i avui resta com a testimoni dins el mas de Sant Joan.
Fins a finals del segle xix fou l'església parroquial però l'any 1897 començaren les obres de construcció d'una nova església al centre del nou poble industrial i que imitava les formes del romànic. L'any 1908, concretament el dia 10 d'octubre, fou consagrada pel Bisbe Torres i Bages i dedicada a Sant Joan.
S'hi traslladaren els retaules i les velles imatges de la primera església romànica, però aquests es varen perdre en ser la nova incendiada durant la guerra civil.
L'obra és de l'arquitecte Suaña i el campanar, obra de postguerra, de l'arquitecte Periques.